# Bring the Family
| Recensione                        | Giudizio     |
| --------------------------------- | ------------ |
| AllMusic                          | [ 1 ]        |
| Robert Christgau                  | B-           |
| The New Rolling Stone Album Guide | [ 3 ]        |
| Sputnikmusic                      | 4.4 (Superb) |
| Piero Scaruffi                    | [ 5 ]        |
| Dizionario del Pop-Rock           | [ 6 ]        |
| 24.000 dischi                     | [ 7 ]        |
| Storia della musica               | [ 8 ]        |

Bring the Family è l'ottavo album di John Hiatt, pubblicato dalla A&M Records nel maggio del 1987.
Fu il primo album di John Hiatt a raggiungere un considerevole successo in termini commerciali (e anche di critica), la rivista Rolling Stone lo colloca al numero 53 tra i migliori cento album degli anni ottanta.

## Tracce
Brani composti da John Hiatt.
Lato A
1. Memphis in the Meantime – 4:00
2. Alone in the Dark – 4:46
3. Thing Called Love – 4:13
4. Lipstick Sunset – 4:12
5. Have a Little Faith in Me – 4:03

Durata totale: 21:14
Lato B
1. Thank You Girl – 4:11
2. Tip of My Tongue – 5:53
3. Your Dad Did – 4:03
4. Stood Up – 5:57
5. Learning How to Love You – 4:08

Durata totale: 24:12

## Formazione
- John Hiatt - chitarra acustica, voce solista
- John Hiatt - pianoforte (brano: Have a Little Faith in Me)
- Ry Cooder - chitarra elettrica
- Ry Cooder - armonie vocali (brano: Thing Called Love)
- Ry Cooder - sitar (brano: Your Dad Did)
- Nick Lowe - basso elettrico
- Nick Lowe - armonie vocali (brano: Learning How to Love You)
- Jim Keltner - batteria

Note aggiuntive
- John Chelew - produttore
- Registrato (e mixato) al Ocean Way Studio 2 di Los Angeles, California
- Larry Hirsch - ingegnere della registrazione, mixaggio
- Joe Schiff - secondo ingegnere della registrazione

Ringraziamenti
- Dan Bourgoise
- Fred Bourgoise
- Paul Charles
- Mike Kappus
- Andrew Lauder
- Ken Levitan
- Gary Velletri
- Fred Walecki